# Alen
En alen er en længdeenhed, som i Danmark udgjorde 62,77 cm, indtil metersystemet blev indført i 1910.
En alen var lig med to fod. Fra 1683 til 1835 var en alen 62,81 cm.
Ligesom fod og tomme varierede den præcise længde fra land til land ud fra lokal tradition. De gamle mål havde det menneskelige legeme som udgangspunkt. En alen er baseret på længden af menneskets underarm.

## Ordet
Grundbetydningen af alen er "underarm", og navneordet albue er sammensat af "alen" og "bue". Ordet alen findes i alle de germanske sprog. På oldislandsk hed det alin eller öln, på tysk Elle; "albue" hedder derfor på tysk Ellenbogen.

## Længden
Alen er nævnt i de nordiske sagaer og er afstanden fra albuen til lillefingerspidsen. Målet var almindeligt brugt i Danmark indtil 1907, hvor metersystemet blev indført.
Der har været gentagne forsøg på at indføre én bestemt enhed gældende for hele det danske rige. Således fik Ole Rømer i 1683 til opgave at lægge den fast: Han gav den længden 62,81 cm. I Rigsarkivet findes en original alenstok efter Rømer.
Indtil 1835 havde Danmark alligevel flere slags alen, men ved resolution af 3. juni dette år blev den officielle danske alen fastlagt til 62,77 cm: én sjællandsk alen.
Det ser dog ud til at mange – især vest for Storebælt – indtil da foretrak en jysk eller en lybsk alen frem for den sjællandske. Det er vanskeligt at afgøre, hvor meget de forskellige mål afveg fra hinanden.
- En alen er 2 fod eller 4 kvarter.
- En fod er 12 tommer eller 2 kvarter.
- En dansk tomme er 26,1545 mm.
- En alen er således 627,708 mm, 62,7708 cm eller 0,6277 m.

## Ord og udtryk
Udtrykket "som to alen af et stykke" betyder, at noget/nogen ligner hinanden (i udseende, opførsel el. andet) ligesom to alen er skåret af samme rulle stof.
I et håndskrift af Jyske Lov fra omkring 1325 hedder det "athæl wægh skal wæræ fivghærtan alnæ breth" (= en hovedvej skal være fjorten alen bred). I Peder Laales ordsprogssamling fra 1506 står der: "Gijff een skalck een spand han tagher een allen" (= Giv en slyngel en håndsbredde, og han tager en alen), tilsvarende det moderne: "Ræk Fanden en lillefinger, og han tager hele hånden." 
Udtrykket "alenlang", "alenlangt" eller "alenlange" betyder, at noget er meget langt.. Udtrykket bruges ofte i overført betydning eksempelvis; "Et alenlangt foredrag", men også med samme betydning om ting, hvor en alen ville være relativt kort, eksempelvis "en alenlang kø".